# Duguetia scottmorii
Duguetia scottmorii Maas – gatunek rośliny z rodziny flaszowcowatych (Annonaceae Juss.). Występuje endemicznie w Brazylii – w stanie Bahia. 

## Morfologia
PokrójZimozielone drzewo dorastające do 25 m wysokości.
LiścieMają eliptyczny kształt. Mierzą 5–8 cm długości oraz 1,5–2,5 cm szerokości. Blaszka liściowa jest całobrzega o tępym wierzchołku.
OwoceMają kulisty kształt. Osiągają 50–80 mm średnicy.

## Biologia i ekologia
Rośnie w lasach, na wybrzeżu, na terenach nizinnych.